# Малеки, Иман
Иман Малеки (перс. ایمان ملکی‎; род. 1976, Тегеран, Иран) — иранский художник, представитель фотореализма.
С детства увлекался изобразительным искусством, с 15 лет брал уроки живописи у известного иранского художника Мортезы Катузияна. С 1995 года обучался на факультете изобразительных искусств Тегеранского университета, который окончил в 1999 году по специальности «графический дизайн». В 2000 году основал собственную студию. Лауреат нескольких международных выставок.